# 第26屆香港電影金像獎
第26屆香港電影金像獎（英語：26th Hong Kong Film Awards）頒獎禮於2007年4月15日晚上8時30分至11時30分在尖沙咀香港文化中心舉行。司儀由張家輝、林子聰和曾寶儀擔任，並由倪秉郎擔任宣讀提名名單報幕員。典禮由電視廣播有限公司取得播映權。

## 记者会
大会于2月1日下午在香港文化中心举行记者招待会，由金像奖副主席庄澄主持，房祖名、毛舜筠作为嘉宾出席并公布本届入围金像奖的候选名单。

## 獎項統計
注：以下不含「最佳亞洲電影」之部分
| 數目 | 電影名稱                                               |
| 獲獎 |                                                        |
| 5    | 父子                                                   |
| 4    | 滿城盡帶黃金甲                                         |
| 2    | 鬼域                                                   |
| 1    | 我要成名、夜宴、傷城、墨攻、霍元甲、伊莎貝拉、四大天王 |
| 提名 |                                                        |
| 14   | 滿城盡帶黃金甲                                         |
| 10   | 父子                                                   |
| 7    | 霍元甲、墨攻、傷城、夜宴                               |
| 5    | 黑社會以和為貴、伊莎貝拉                               |
| 4    | 放·逐、我要成名                                        |
| 3    | 生日快樂、鬼域                                         |
| 2    | 寶貝計劃、龍虎門、四大天王                             |
| 1    | 大丈夫2、妄想、師奶唔易做、狗咬狗、天生一對、獨家試愛  |

### 金像獎電影
| 電影           | 獎項                                                         |
| -------------- | ------------------------------------------------------------ |
| 父子           | 最佳電影、最佳導演、最佳編劇、最佳男配角、最佳新演員         |
| 我要成名       | 最佳男主角                                                   |
| 滿城盡帶黃金甲 | 最佳女主角、最佳美術指導、最佳服裝造型設計、最佳原創電影歌曲 |
| 夜宴           | 最佳女配角                                                   |
| 傷城           | 最佳攝影                                                     |
| 墨攻           | 最佳剪接                                                     |
| 霍元甲         | 最佳動作設計                                                 |
| 伊莎貝拉       | 最佳原創電影音樂                                             |
| 鬼域           | 最佳音響效果、最佳視覺效果                                   |
| 四大天王       | 新晉導演                                                     |

## 表演环节
- 由曾志伟致开场发言。
- Alive连同香港乐队廿四味主音亚杰、秋红主音Jan、Hardpack主音亚肥、Audiotraffic主音Adrian表演入围“最佳原創電影歌曲”的《亚当的抉择》。
- 邓丽欣、刘心悠、方力申、杨淇发表影坛新人的心路历程。
- 张靓颖表演入围“最佳原創電影歌曲”的《我用所有报答爱》。
- 周杰伦表演入围“最佳原創電影歌曲”的《菊花台》。
- 袁咏仪致辞。

## 緬懷
本届金像奖首设缅怀环节。本屆的緬懷環節由David Garret、周启生伴奏，曾宝仪致辞，陈奕迅演唱《夕阳无限好》，下列辭世的電影工作者出現在短片中。
- 伍玉珍（服装制作）
- 孙勋（制片）
- 李华（木工领班）
- 蓝天虹（导演、演員）
- 黄润忠（灯光师）
- 余烨（宣传）
- 奚杰伟（剪接师）
- 梁俊森（特约演員）
- 曹达华（演員）
- 童毅（演員）
- 鲍方（演員）
- 关海山（演員）
- 凌云（导演）
- 余慕云（文化工作者）
- 董骠（演員）

## 媒體播放
- 现场直播：香港無線電視翡翠台、香港電台第二台
- 延时直播：卫视电影台（当晚21:00播出，配字幕）、CCTV-6（在当晚22:14《香港电影金像奖特别报道》中播出颁奖礼实况）

## 香港收视率
本屆頒獎典禮平均收視為28點（約有181萬人次觀看），而最高收視為頒發最佳男配角及陳奕迅唱歌表演環節，達30點收視（約194萬觀眾收看）。

## 争议
- 金像奖主席文隽因不满本届金像奖将转播权从香港有线电视交予香港无线电视而提出辞职，并缺席提名记者会，后经董事局紧急安抚并成功挽留。最终，香港转播权以120万港元交予无线电视[3]。
- 电影《三峡好人》因采用高清拍摄，不符合当届金像奖“必须以35毫米胶片放映”要求被取消“最佳亚洲电影”提名，由新加坡影片《小孩不笨2》递补[4]。

## 外部連結
- 第26屆香港電影金像獎得獎名單新版 （页面存档备份，存于）
- 第26屆香港電影金像獎得獎名單舊版 （页面存档备份，存于）